# Калашников Андрій Геннадійович
Андрій Геннадійович Калашников (рос. Андрей Геннадьевич Калашников; нар. 15 липня 1970, Краснодар, РРФСР) — радянський та російський футболіст, півзахисник.

## Життєпис
У 1988 році провів 2 матчі за майкопську «Дружбу». З 1989 по 1991 рік виступав за бєлоріченський «Хімік», у 110 поєдинках забив 22 м'ячі.
З 1992 по 1993 рік захищав кольори «Закарпаття», в 62 матчах забив 7 м'ячів.
З 1994 по 1996 рік грав за «Кубань», провів 45 матчів і відзначився 2 голами за основний склад, також взяв участь в 3 поєдинках у складі команди «Кубань-2» в третій лізі.
Завершував сезон 1996 року в тимашевскому «Ізумруд», в 20 матчах відзначився 4 м'ячами. З 1997 по 1998 рік був в складі бєльцинської «Роми», зіграв 1 матч у Вищій лізі Молдови. У сезоні 1999 року знову захищав кольори «Кубані», в 18 матчах відзначився 1 голом.
Сезон 2000 року провів у павлодарському «Іртиші», в складі якого дебютував у Вищій лізі Казахстану, де зіграв 7 матчів. Разом з командою став бронзовим призером чемпіонату. У 2001 році виступав за «Актобе-Ленто», провів 6 матчів.
Після завершення кар'єри професіонального футболіста продовжив виступати на аматорському рівні, грав за команду ветеранів ФК «Кубань».

## Досягнення
- Прем'єр-ліга Казахстану
  -  Бронзовий призер (1): 2000